# Comic Amour
Comic Amour (jap. コミックアムール, Komikku Amūru) war ein japanisches erotisches Manga-Magazin, das sich an junge Frauen richtete und entsprechend der Josei-Gattung zugeordnet wird. Es erschien von 1990 bis zum 28. Februar 2017 (Ausgabe 4/2017) beim Verlag Sun Shuppan bzw. ab 2012 beim Schwesterunternehmen Magazine Magazine und war in den 1990er Jahren das erfolgreichste Magazin in seiner Zielgruppe. Das monatlich erschienene Magazin hat über 400 Seiten, kostet etwa 600 Yen und verkaufte sich in den 1990er Jahren circa 430.000 mal. 1994 erhielt Comic Amour mit Young Amour einen Ableger für ältere Jugendliche.

## Inhaltliche Ausrichtung
Das Magazin wurde nach seiner Gründung durch den Erotikverlag Sun Shuppan von Masafumi Mizuno geleitet, drei weitere Frauen und drei Männer arbeiteten außerdem in der Redaktion. Diese wollte Frauen ansprechen, indem die Geschichten nicht direkt und ohne Umschweife auf Sex hinauslaufen, sondern persönliche Beziehungen und psychologische Aspekte beleuchten. Nichtsdestotrotz enthalten die meisten Geschichten explizite Sexszenen. Für die Ansprache der weiblichen Zielgruppe wurden auch gezielt Autorinnen und Künstlerinnen gesucht. Die Geschichten drehen sich um die sexuellen Abenteuer von Frauen und decken dabei ein weites Spektrum ab – von Affären am Arbeitsplatz oder mit Bekannten über Frauen, die Männer verführen oder sexuell belästigen, zu Geschichten mit Frauen, die sexuelle Erniedrigung und Gewalt lustvoll über sich ergehen lassen. Die Männer, die für das Magazin schrieben, haben sich mit Frauen – zum Beispiel in Internet-Chats – über ihre Wünsche beraten, die in Geschichten umgesetzt werden sollten.
Das Comic Amour führte in seinen Ausgaben regelmäßig Umfragen zur Beliebtheit der Geschichten durch, darüber hinaus aber auch Umfragen zum Beispiel zu bevorzugten Sexualtechniken. Die Anzeigen im Magazin warben Produkte zum Abnehmen, für Brustvergrößerungen, Hautpflegeprodukte und pornografische Videos.

## Erschienene Serien (Auswahl)
- 1994: Rangiku En’ya von Yayoi Watanabe